# Chattahoochee (rivier)
De Chattahoochee is een rivier in het noordoosten van de Amerikaanse staat Georgia die door de westelijke voorsteden van Atlanta loopt. Op het punt waar de rivier samenvloeit met de Flint River vormt het de Apalachicola.
De naam Chattahoochee komt uit de taal Cherokee, een Irokese taal die wordt gesproken door inheemse Cherokee-volken. De naam betekent "geverfde rotsen". Chattahoochee County in de staat Georgia is naar de rivier genoemd.
In 1978 werd een belangrijk recreatiegebied, Chattahoochee River National Recreation Area, opgericht. Het Eufaula National Wildlife Refuge is een in 1964 opgericht natuurgebied met een oppervlakte van 45,26 km² voor onder andere watervogels. Het natuurgebied omvat het Walter F. George Lake, een stuwmeer in de rivier, op de grens tussen de staten Alabama en Georgia.
- Library of Congress Control Number: sh85022771
- National Archives and Records Administration: 10042967
- Nationale Bibliotheek van Tsjechië: ge559963
- Nationale Bibliotheek van Israël: 987007285085905171
- Virtual International Authority File: 316747036